# Edgar Faure
Edgar Faure (Béziers, 18 augustus 1908 – Parijs, 30 maart 1988) was een Frans liberaal politicus en tweemaal premier van Frankrijk.

## Biografie
Edgar Faure werd geboren in Béziers, Languedoc-Roussillon. Hij volgde voortgezet onderwijs aan het Lycée Voltaire in Parijs. Hij studeerde rechten en oosterse talen (Russisch) in Parijs en werd op zijn zevenentwintigste toegelaten tot de balie en werd hiermee toentertijd de jongste advocaat van Frankrijk. In 1931 trouwde hij met de even oude Lucie Meyer (1908–1977), die zelf naam maakte als schrijfster.
Intussen raakte Faure geïnteresseerd in de politiek hij en sloot zich aanvankelijk aan bij de Parti Républicain Socialiste (PRS, Republikeins-Socialistische Partij), maar stapte later over naar de links-liberale ('radicale') Parti Républicain, Radical et Radical-Socialiste (PRS, letterlijk Republikeinse en Radicaal-Socialistische Partij).
Edgar Faure sloot zich tijdens de Tweede Wereldoorlog aan bij de Franse verzetsbeweging Maguis. In 1942 wist hij met zijn echtgenote Lucie uit Frankrijk te ontkomen en sloot zich aan bij de Vrije Fransen van generaal Charles de Gaulle, die hun hoofdkwartier in Algiers (Algerije) hadden. Faure werd hoofd van de wetgevende afdeling van de Voorlopige Franse Regering te Algiers (1944). Na de Tweede Wereldoorlog was hij de Franse adjunct-procureur-generaal bij het Neurenberg tribunaal (1945).

## Naoorlogse carrière
Edgar Faure overwoog na de Tweede Wereldoorlog om zich aan te sluiten bij de christendemocratische Mouvement Républicain Populaire (MRP, Republikeinse Volksbeweging), maar bleef uiteindelijk toch lid van de PRS. Bij de Franse parlementsverkiezingen van 1946 werd hij voor het departement Jura in de Franse Nationale Vergadering (Assemblée Nationale) gekozen (tot 1958). In 1947 werd hij tot burgemeester van Port-Lesney (in de Franche-Comté) gekozen, hetgeen hij tot 1970 bleef. In 1949 werd hij voorzitter van de departementsraad (Président du Conseil Général) van de Jura (tot 1967). Hij ontpopte zich tot fel verdediger van de regionale belangen van Franche-Comté en de Jura.
Binnen de PRS was Faure de leider van de gematigd conservatieve vleugel, terwijl Pierre Mendès France de leider was van de linkervleugel van de partij.
In 1949 werd hij voor het eerst lid van een kabinet. Hij was van 13 februari 1949 tot 2 juli 1950 staatssecretaris van Financiën. Van 2 juli 1950 tot 11 augustus 1951 was hij minister van Begrotingszaken, daarna was hij van 11 augustus 1951 tot 20 januari 1952 minister van Justitie en Grootzegelbewaarder in het kabinet-Pleven II.

## Tweemaal premier
Op 20 januari 1952 werd hij door president Vincent Auriol (SFIO) als opvolger van René Pleven (UDSR) tot premier (Président du Conseil) benoemd van een kabinet van de centrum- en centrumrechtse partijen: naast Faures eigen PRS de Mouvement Républicain Populaire (MRP), de Union Démocratique et Socialiste de la Résistance (UDSR) en het Centre National des Indépendants et Paysans (CNIP). De socialisten van de Section Française de l'Internationale Ouvrière (SFIO) werden niet in het kabinet opgenomen, maar de regering bleek wel afhankelijk te zijn van de socialistische fractie in het Franse parlement. Naast premier werd hij ook minister van Financiën. Het kabinet-Faure viel echter al na veertig dagen, omdat de premier en minister van Financiën geen meerderheid in de Franse Nationale Vergadering achter zich kreeg voor zijn plannen de belasting met 15% te verhogen. In het centrumrechtse kabinet van premier Joseph Laniel (CNIP) was hij opnieuw minister van Financiën en bekleedde ook de post van minister van Economische Zaken (28 juni 1953 – 18 juni 1954).
Onder Pierre Mendès France, die van 18 juni 1954 tot 23 februari 1955 premier was, was Faure van 18 juni 1954 tot 20 januari 1955 minister van Financiën en Economische Zaken. Van 20 januari tot 23 februari 1955 was hij minister van Buitenlandse Zaken.
President René Coty benoemde hem op 23 maart 1955 tot premier van een centrumrechts kabinet. Als premier bereidde hij de onafhankelijkheid van de Franse protectoraten (feitelijk koloniën) Tunesië en Marokko voor. Binnen de PRS rees echter verzet over de rechtse koers van de partij zoals deze werd vertegenwoordigd door Faure. In december 1955 drongen de linkse elementen binnen de partij onder Mendès France aan op een "ruk naar links" en naar de vorming van een volksfront met de SFIO en andere linkse partijen. Uiteindelijk besloot Faure op 30 november 1955 om de Franse Nationale Vergadering te ontbinden en vervroegde verkiezingen uit te schrijven voor januari 1956, omdat hij vond dat de partijen zich te veel bezighielden met de geplande parlementsverkiezingen die in juni 1956, waardoor, betoogde Faure, hij niet in staat was om een aantal plannen door de Nationale Vergadering te loodsen. Dit stuitte vooral op verzet binnen zijn eigen PRS. De linkervleugel van de PRS, de SFIO en andere linkse en centrumpartijen vonden dat zij te kort de tijd zouden hebben om campagne te voeren. In december werd Faure als partijlid geroyeerd. Faure vormde daarop het Rassemblement des Gauches Républicaines (RGR, Groepering van Linkse Republikeinen), een conservatieve groepering, bestaande uit rechtse radicalen (dit wil zeggen voormalige leden van de rechtervleugel van de PRS) en rechtse onafhankelijken, waarvan Faure het voorzitterschap op zich nam. Onder leiding van Mendès France werd het linkse Front Républicain van socialisten en de PRS gevormd.
De parlementsverkiezingen van 2 januari 1956 mondden uit in een overwinning van het Front Républicain en op 24 januari 1956 diende Faure het ontslag van zijn kabinet in. Op 1 februari 1956 werd Guy Mollet (SFIO) premier van een Regering van het Republikeinse Front.
In het centrumlinkse kabinet van premier Pierre Pflimlin – het laatste kabinet van de Vierde Franse Republiek – was Faure minister van Financiën en Economische Zaken (14 mei – 1 juni 1958). Van april 1959 tot februari 1966 was hij senator voor het kanton Pontarlier. In 1967 werd hij opnieuw in Franse Nationale Vergadering gekozen, nu voor het departement Doubs.
Tijdens de Vijfde Franse Republiek werd hij een gaullist en de Union pour la Nouvelle République (UNR, Unie voor de Nieuwe Republiek), de gaullistische partij, stuurde hem als hoofd van een onofficiële missie naar de Volksrepubliek China (1963). In 1967 werd hij lid van de Generale Raad (Conseiller Général) van het kanton Pontarlier (tot 1979). Van 8 januari 1966 tot 10 juli 1968 was hij minister van Landbouw in de kabinetten-Pompidou. In het kabinet onder premier Maurice Couve de Murville was hij minister van Onderwijs (12 juli 1968 – 20 juni 1969) en onder premier Pierre Messmer was hij minister van Sociale Zaken (6 juli 1972 – 2 april 1973). Van 1971 tot 1978 was hij opnieuw burgemeester van Pontarlier en van 1983 tot 1988 opnieuw van Port-Lesney. Van 1973 tot 1978 was hij voorzitter van de Nationale Vergadering en van 1974 tot 1981 en van 1982 tot 1988 was hij President van de Regionale Raad van Franche-Comté en van 1980 tot 1988 was hij senator voor het departement Doubs.
Edgar Faure was sinds 1978 lid van de Académie Française.
Edgar Faure was een serieus man en een carrièremaker. Omdat hij vaak met de winden meewaaide verkreeg hij de bijnaam la girouette ("het windhaantje").
Edgar Faure overleed op 79-jarige leeftijd, op 30 maart 1988 in Parijs.

## Werken
(Pseudoniem: E. Sanday)
- 1930 Pascal: le procès des provinciales, Firmin Didot
- 1938 Le pétrole dans la paix et dans la guerre, Nouvelle revue critique
- 1957 Le serpent et la tortue, les problèmes de la Chine populaire, Juillard
- 1961 La disgrâce de Turgot, Gallimard
- 1961 La capitation de Dioclétien, Sirey
- 1966 Prévoir le présent, Gallimard
- 1968 L'éducation nationale et la participation, Plon
- 1969 Philosophie d'une réforme, Plon
- 1969 L'âme du combat, Fayard
- 1971 Ce que je crois, Grasset
- 1973 Pour un nouveau contrat social, Seuil
- 1977 Au-delà du dialogue avec Philippe Sollers, Balland
- 1977 La banqueroute de Law, Gallimard
- 1981 La philosophie de Karl Popper et la société politique d'ouverture, Firmin Didot
- 1982 Mémoires I, "Avoir toujours raison, c'est un grand tort", Plon
- 1984 Mémoires II, "Si tel doit être mon destin ce soir", Plon
- 1984 Discours prononcé pour la réception de Senghor à l'Académie française, le 29 mars 1984

## Verwijzingen
1. ↑  Volgens Edgar Faure zelf op zijn eenentwintigste
2. ↑  Winkler Prins Jaarboek 1953, blz. 229 en 236, red. Winkler Prins
3. ↑  Winkler Prins Jaarboek 1956, blz. 177

- Bibsys: 2019729
- Biblioteca Nacional de España: XX974512
- Bibliothèque nationale de France: cb11902350q (data)
- CiNii: DA03657103
- Gemeinsame Normdatei: 121807347
- International Standard Name Identifier: 0000 0001 2126 5938
- Library of Congress Control Number: n50000318
- Nationale Bibliotheek van Letland: 000183015
- MusicBrainz: ffe1fc09-755a-4818-96ca-9c0df2dc9e7a
- National Archives and Records Administration: 10582918
- Bibliotheek van het Japanse parlement: 00439264
- Nationale Bibliotheek van Tsjechië: ola2003162768
- Nationale Bibliotheek van Israël: 987007463332505171
- Nationale Bibliotheek van Polen: a0000001687150
- Nederlandse Thesaurus van Auteursnamen: 068657730
- Réseau des bibliothèques de Suisse occidentale: 02-A003233375
- SNAC: w6dw7nm3
- Système universitaire de documentation: 026859262
- Virtual International Authority File: 31996150
- WorldCat: E39PBJth3Y4t33xvDm8vwp6R8C